# Khu bảo tồn thiên nhiên Baikal
Khu bảo tồn thiên nhiên Baikal (/ˈbaɪkɔːl/; tiếng Nga: Байка́льский запове́дник, Baikalski Zapovednik) là một bảo tồn thiên nhiên trên bờ phía đông nam của hồ Baikal, ở miền nam Buryatia, Nga. Được thành lập vào năm 1969 để bảo tồn thiên nhiên dọc theo hồ và phần trung tâm lân cận của dãy Chamar-Daban. Với diện tích 165.700 hécta [ha] (409.000 mẫu Anh), khu bảo tồn bảo vệ những cánh rừng Taiga, rừng thưa, đồng cỏ trũng và lãnh nguyên núi cao.
Đây là nhà của 812 loại thực vật, 49 loại động vật có vú, 272 loài chim, 3 loài bò sát, 3 loài lưỡng cư và bảy loại cá. Một số loài thực vật đặc trưng có thể kể đến Linh sam bạc, Thông Siberi, Vân sam, Thông lùn Siberi và Đỗ quyên. Về động vật, đây là nơi bảo tồn nhiều loài động vật hoang dã gồm Gấu nâu Đông Sibir, Chồn sói, Rái cá, Ó cá và Đại bàng vàng.
Khu bảo tồn thiên nhiên Baikal là một phần của Hệ thống khu dự trữ sinh quyển thế giới và cũng là một phần của Di sản thế giới Hồ Baikal. Khu bảo tồn này bao gồm cả phần diện tích của khu bảo tồn thiên nhiên Kabansky sáp nhập vào từ năm 1985.